# Byron Donalds
Byron Lowell Donalds (Brooklyn, 28 ottobre 1978) è un politico statunitense, membro della Camera dei Rappresentanti per lo stato della Florida dal 2021. Il suo distretto comprende gran parte del sud-ovest della Florida. Prima di entrare in politica, Donalds ha lavorato nel settore finanziario, assicurativo e bancario. Ha rappresentato l'80º distretto alla Camera dei Rappresentanti della Florida dal 2016 al 2020. Membro dal 2010 del Partito repubblicano dopo essere stato membro del Partito democratico.

## Biografia
Nato a Brooklyn, New York City, nel 1978, Donalds fu cresciuto da una madre single. Studiò all'Università statale della Florida e successivamente lavorò nel settore finanziario. Entrato in politica con il Partito Repubblicano, nel 2012 si candidò alla Camera dei Rappresentanti, ma finì solo quinto nelle primarie, che vennero vinte da Trey Radel.
Ultra conservatore ed esponente del movimento Tea Party, si candidò senza successo alla Camera dei rappresentanti degli Stati Uniti nel 2012. Nel 2016 fu eletto all'interno della Camera dei rappresentanti della Florida, dove restò per i successivi quattro anni, finché nel 2020 si candidò nuovamente alla Camera dei Rappresentanti nazionale per il seggio lasciato da Francis Rooney e riuscì ad essere eletto deputato. Byron Donalds divenne così uno dei soli due membri afroamericani repubblicani del Congresso insieme al collega dello Utah Burgess Owens.
Vicino a Donald Trump, nel gennaio 2021, Donalds ha votato per opporsi alla certificazione degli elettori dell’Arizona e della Pennsylvania alle elezioni presidenziali del 2020.